# Fleroxacin
Fleroxacin là một loại kháng sinh quinolone, được bán với biệt dược Quinodis và Megalocin.

## Cơ chế hoạt động
Fleroxacin là một loại thuốc diệt khuẩn có tác dụng ức chế DNA gyrase của vi khuẩn và topoisomerase IV. Giống như các quinolone và fluoroquinolone khác, hợp chất diệt trừ vi khuẩn bằng cách can thiệp vào quá trình sao chép DNA (sao chép DNA của vi khuẩn, phiên mã, sửa chữa và tái tổ hợp). Fleroxacin có hoạt tính chống lại nhiều vi khuẩn gram dương và gram âm. Thuốc đặc biệt tích cực chống lại các loài Shigella., Salmonella sp., Escherichia coli, Branhamella catarrhalis, Haemophilusenzae, Neisseria gonorrhoeae, Yersinia enteratioitica, Serratia marcescens, Staphylococcus aureus, Pseudomonas aeruginosa.

## Dược động học
Sau khi uống, fleroxacin được hấp thu tốt và nhanh chóng từ đường tiêu hóa, cho thấy khả dụng sinh học tốt. Kháng sinh được phân phối rộng khắp cơ thể và trong các mô sinh học khác nhau. Trong nhiều mẫu vật sinh học, nồng độ fleroxacin tương tự như trong huyết tương, nhưng trong mật, dịch tiết mũi, tinh dịch, phổi, niêm mạc phế quản và buồng trứng, nồng độ thuốc cao gấp 2-3 lần so với huyết tương. Thời gian bán hủy trong huyết thanh, ở những người có chức năng thận bình thường, tương đối dài (9-12 giờ), cho phép dùng liều một lần mỗi ngày. Khoảng bài tiết nước tiểu là 38% liều dùng trong vòng 48 giờ, và trong nước tiểu có thể phát hiện được 8,6% chất chuyển hóa N-demethyl và 4,4% chất chuyển hóa N-oxide. Fleroxacin có thể xâm nhập vào sữa của phụ nữ cho con bú. Vì quinolone được biết đến gây ra bệnh khớp ở động vật chưa trưởng thành, nên không được phép sử dụng thuốc cho phụ nữ cho con bú.

## Sử dụng trong y tế
Fleroxacin có hiệu quả trong điều trị nhiều loại bệnh nhiễm trùng, đặc biệt là viêm bàng quang không biến chứng ở phụ nữ, viêm bể thận không biến chứng cấp tính, lậu, viêm ruột do vi khuẩn, tiêu chảy do du lịch, nhiễm trùng đường hô hấp (bao gồm cả viêm phế quản mạn tính).

## Tác dụng phụ
Ở những bệnh nhân được điều trị, các phản ứng có hại phổ biến nhất là tiêu hóa, bao gồm khó tiêu, buồn nôn, nôn, đầy hơi, đau bụng, tiêu chảy và đôi khi táo bón. Các rối loạn phổ biến khác ảnh hưởng đến da (ngứa, nổi mề đay, phát ban, nhiễm độc quang và nhạy cảm ánh sáng)  và hệ thần kinh trung ương (chóng mặt, nhức đầu, run rẩy, dị cảm, suy giảm cảm giác vị giác và khứu giác), rối loạn tâm thần (thay đổi giấc ngủ trạng thái chu kỳ của sự lo lắng, trầm cảm, ảo giác và ác mộng). Fleroxacin và các fluoroquinolone khác, được biết có gây ra cơn động kinh hoặc hạ thấp ngưỡng động kinh, do hoạt động ức chế của chúng trên liên kết với thụ thể GABA. Không nên dùng kháng sinh cho bệnh nhân bị động kinh hoặc có tiền sử cá nhân về các cơn co giật trước đó vì chúng có thể thúc đẩy sự khởi đầu của các rối loạn này.

## Chống chỉ định
Fleroxacin chống chỉ định ở những bệnh nhân có tiền sử mẫn cảm với chất này hoặc bất kỳ thuốc nào khác trong nhóm quinolone, hoặc bất kỳ thành phần nào của thuốc. Fleroxacin, giống như các fluoroquinolone khác, có thể gây ra những thay đổi thoái hóa ở khớp giảm cân của động vật trẻ. Thuốc kháng sinh chỉ nên được sử dụng ở trẻ em khi lợi ích dự kiến lớn hơn rủi ro.